# Ansauvillers
Ansauvillers ist eine französische Gemeinde mit 1140 Einwohnern (Stand 1. Januar 2022) im Département Oise in der Region Hauts-de-France; sie gehört zum Arrondissement Clermont, zum Kanton Saint-Just-en-Chaussée und zum Gemeindeverband Oise Picardie.

## Lage
Die Gemeinde Ansauvillers liegt 28 Kilometer nordöstlich der Präfektur Beauvais in einem wenig Bodenrelief aufweisenden und fast waldlosen Ackerbaugebiet. Im Gemeindegebiet gibt es keine oberirdischen Fließgewässer. Im Osten hat die Gemeinde mit drei Turbinen einen Anteil an einem größeren Windpark.

## Geschichte
Ansauvillers entstand am Rand einer ehemaligen Römerstraße. Frühere Ortsnamen waren Ansoaldivillare (766) und Aussonvilliers (13./14. Jahrhundert).

### Bevölkerungsentwicklung
| Jahr                       | 1962 | 1968 | 1975 | 1982 | 1990 | 1999 | 2011 | 2021 |
| -------------------------- | ---- | ---- | ---- | ---- | ---- | ---- | ---- | ---- |
| Einwohner                  | 718  | 650  | 691  | 674  | 927  | 1049 | 1232 | 1163 |
| Quellen: Cassini und INSEE |      |      |      |      |      |      |      |      |

## Sehenswürdigkeiten
- Reste einer Burgmauer
- Kirche Saint-Léger, die ehemalige Burgkapelle
- Friedhofskapelle

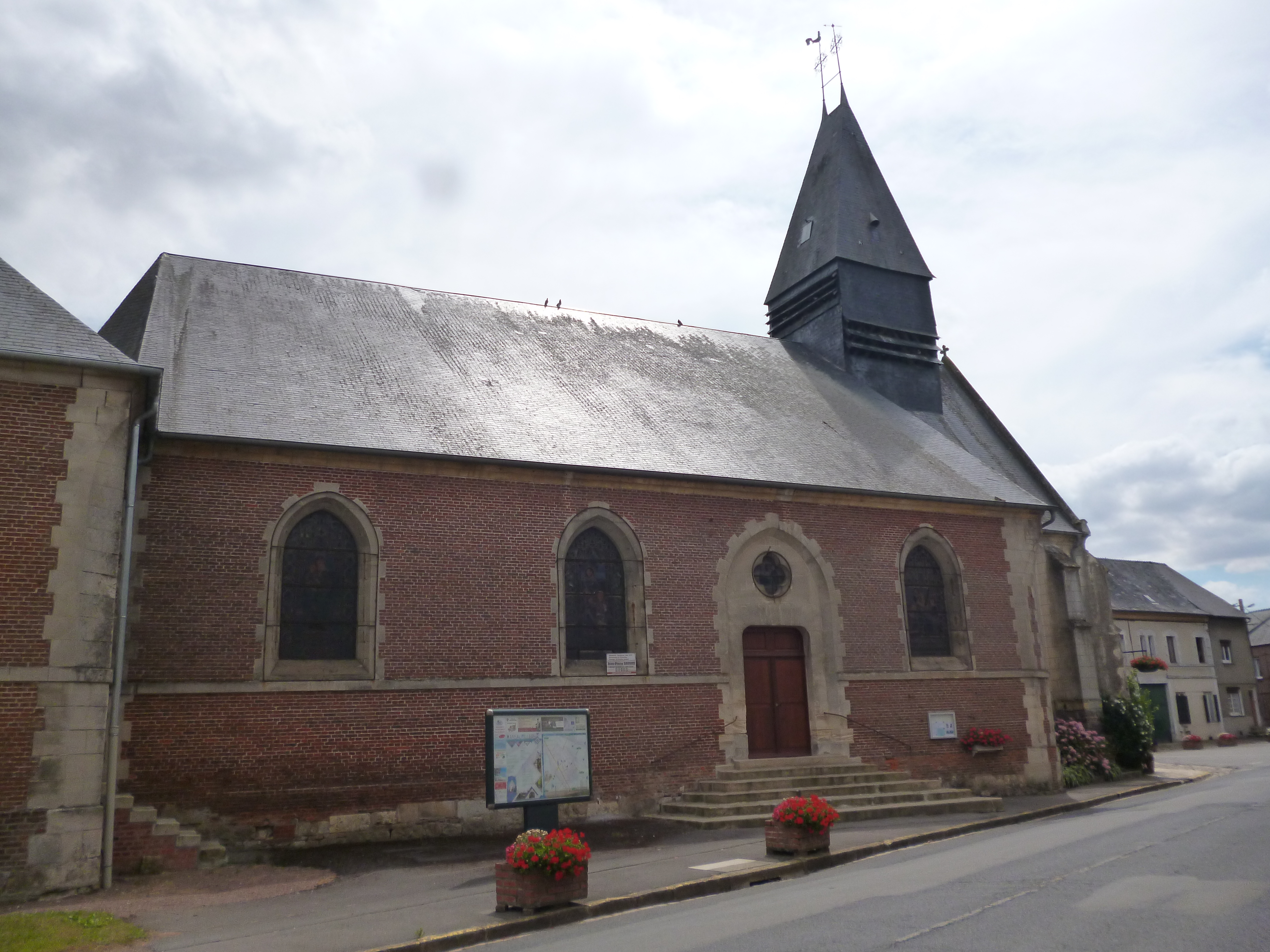
Kirche Saint-Léger
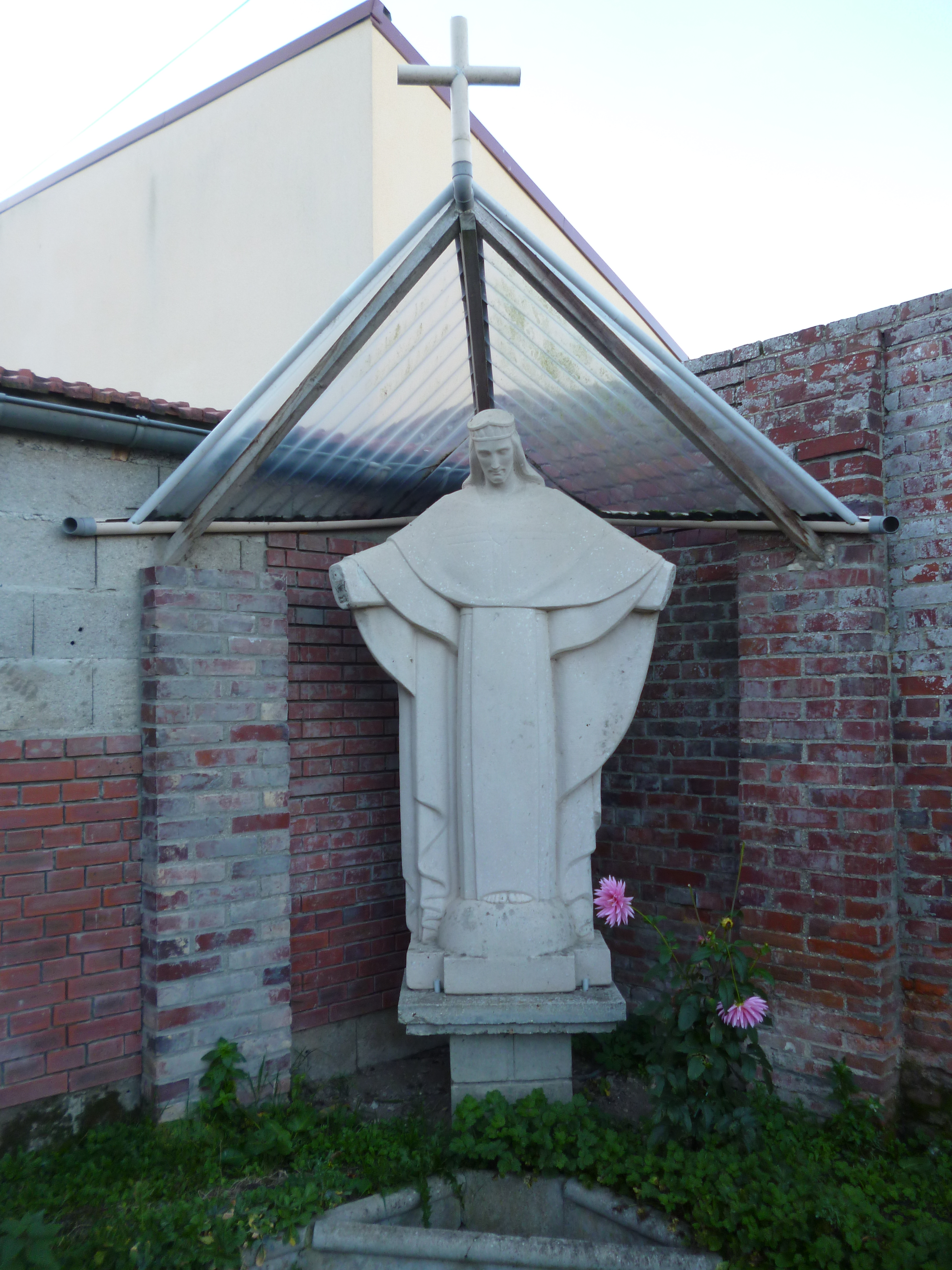
Christusstatue
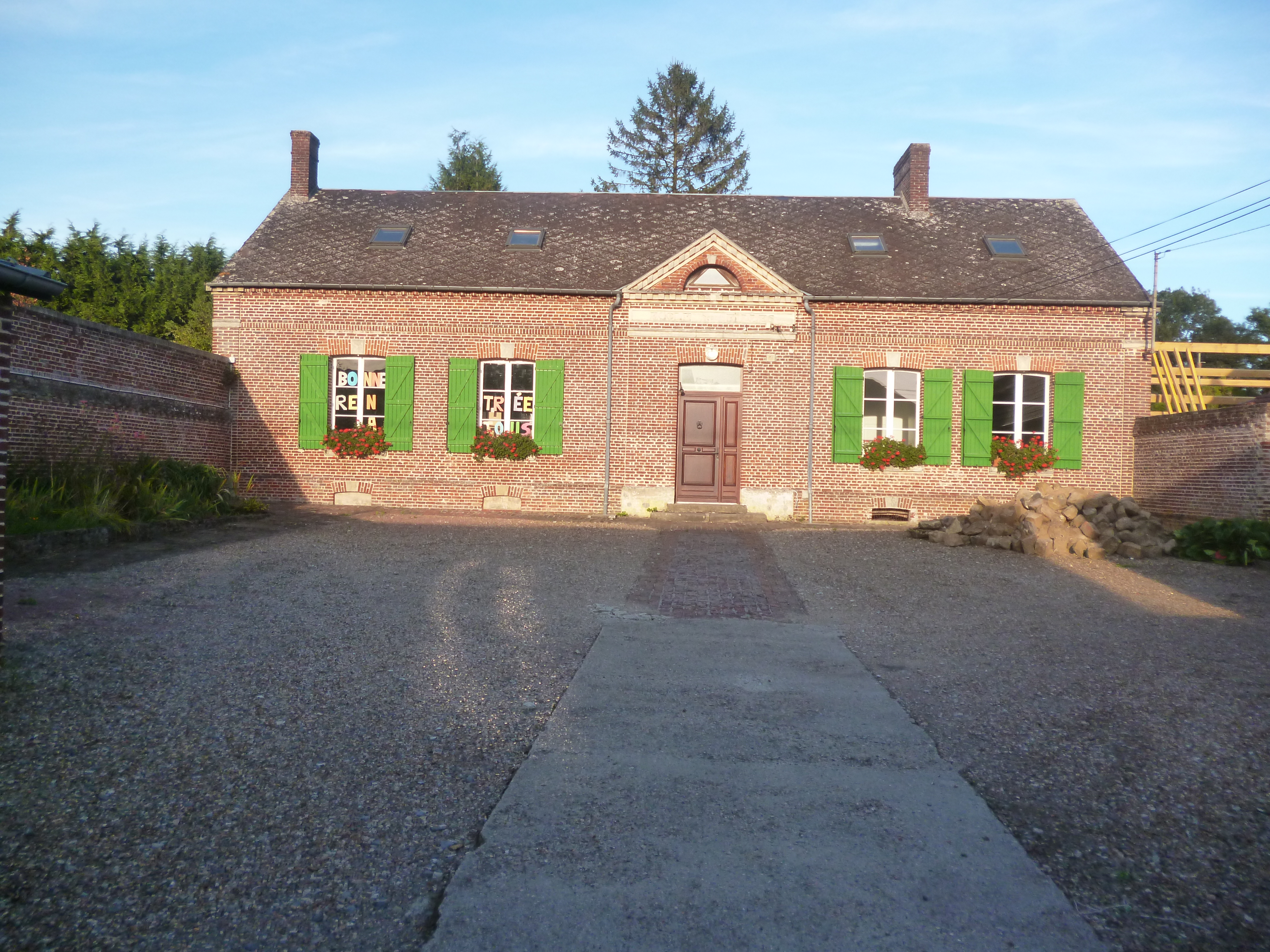
Bibliothek
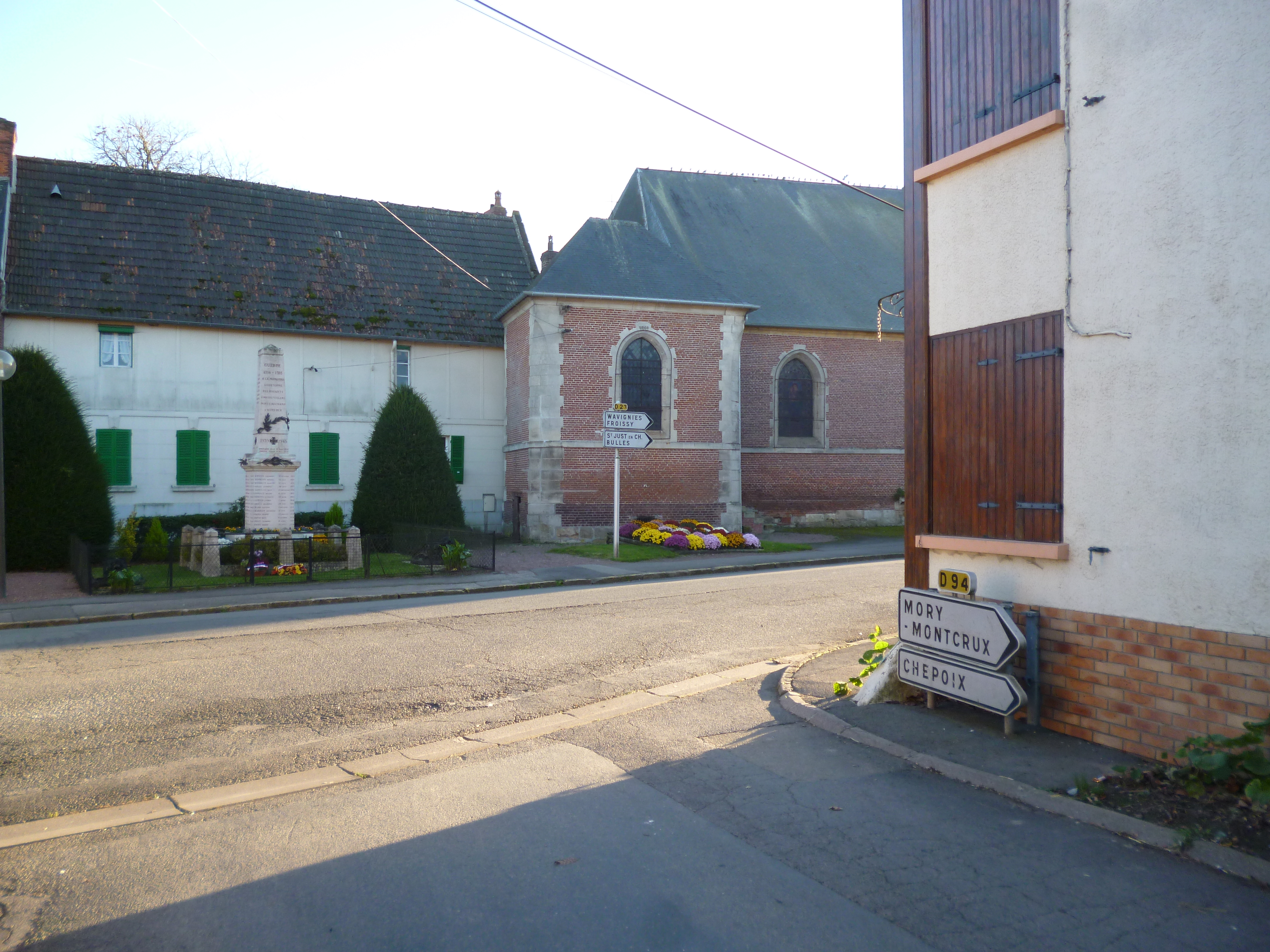
Gefallenendenkmal